# テニアンの戦い
テニアンの戦い（テニアンのたたかい）は、第二次世界大戦中、1944年7月24日から8月2日にマリアナ諸島テニアン島において行われた日本軍とアメリカ軍との戦闘。

## 背景
テニアン島は第一次世界大戦後、日本の委任統治領となり、太平洋戦争前は多くの日本人が入植し、砂糖黍栽培などに従事していた。一方、この島の戦略的価値を見出した日本海軍は同島に飛行場を建設。当時南洋最大といわれたハゴイ飛行場が完成する。
そして戦争が勃発し、ギルバート諸島、マーシャル諸島を攻略した米軍は日本本土爆撃および内南洋における日本軍の海上、航空兵站線を攻撃する基地を確保すべく、1944年6月、マリアナ諸島攻略計画を発動させた。
一方、日本軍は同島のハゴイ飛行場を航空基地として使用していたが、陸上兵力が少なかったため、満州の遼陽から陸軍第50連隊（連隊長　緒方敬志大佐）を移駐させた。
6月19日、20日のマリアナ沖海戦で日本機動部隊を撃退した米軍は7月8日、サイパン島の攻略を完了、それに続いてグアム島、テニアン島の攻略を開始した。

## 両軍の兵力

### 日本軍
- 海軍
  - 第1航空艦隊（司令長官・角田覚治 中将 参謀長・三和義勇 大佐 先任参謀・清水洋 中佐）
  - 第56警備隊（司令・大家吾一 大佐）950名[1]
  - 第1021航空隊（司令官・粟野原仁志 大佐）
  - 第121航空隊（司令・岩尾正次 中佐）
  - 第三二一海軍航空隊の一部（マリアナ海軍航空隊）

計約4500名
- 陸軍
  - 第29師団歩兵第50連隊（連隊長・緒方敬志 大佐）2,800名[1]
  - 第43師団歩兵第135連隊第1大隊950名[1]
  - 第18戦車連隊1個中隊（九五式軽戦車装備）戦車6輌[1]

計約4,000名
- 民間人15,700名（内朝鮮人2,700名）
- チャモロ人26名[1]

### アメリカ軍
- 第2海兵師団
- 第4海兵師団

計約54,000名

## 戦闘経過

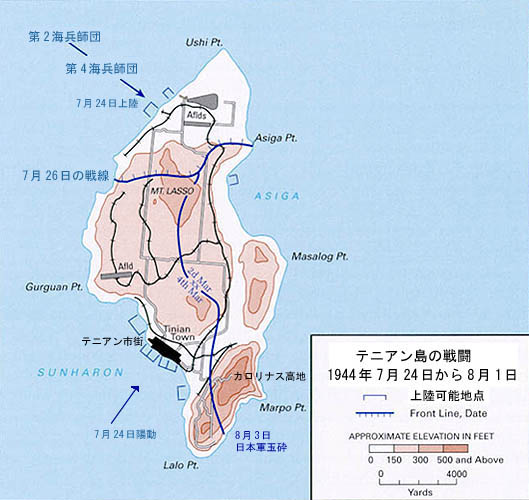
テニアン島と米軍の侵攻図

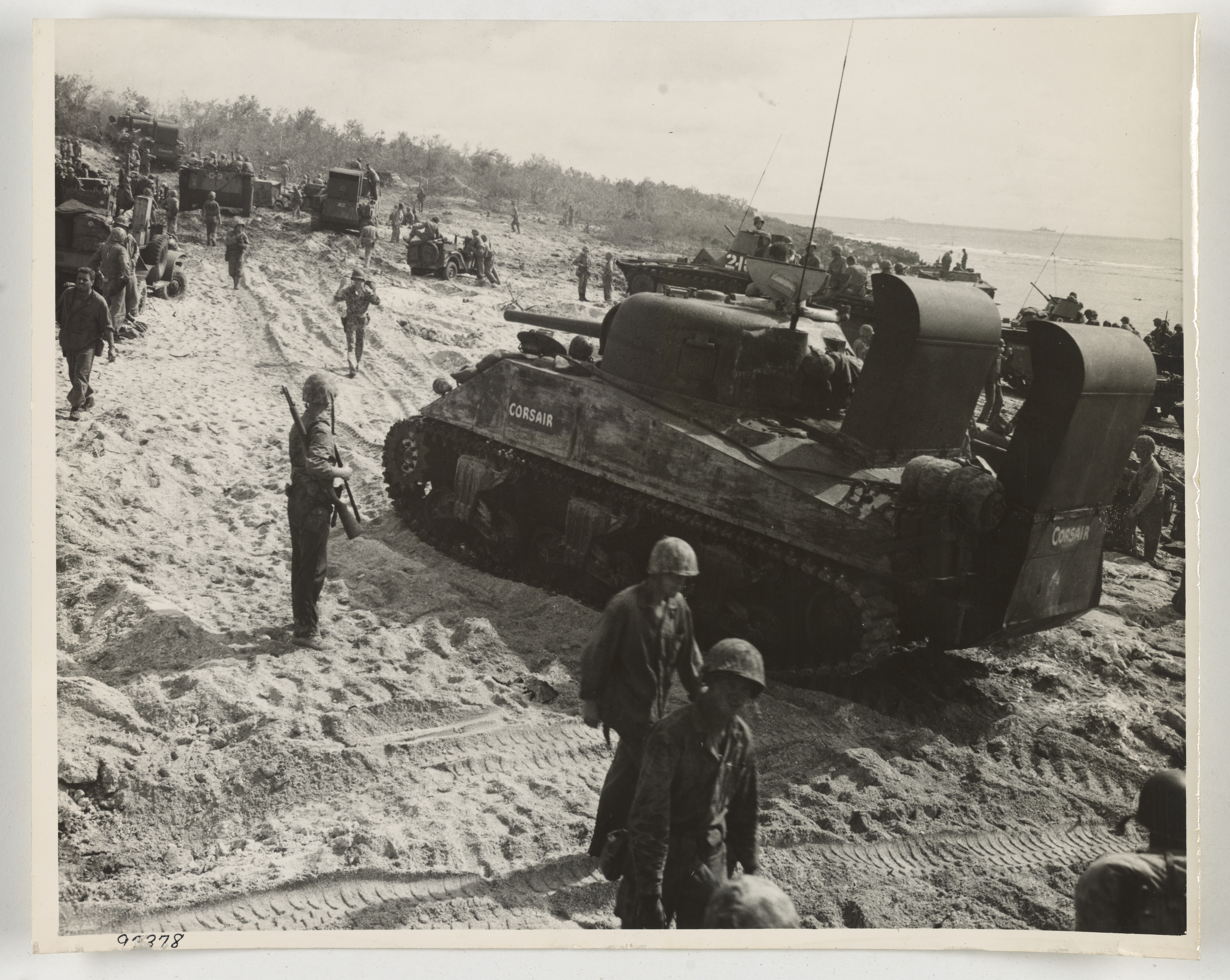
テニアン沖で撮影された海兵隊とM4 シャーマン

1944年7月16日、アメリカ軍は戦艦3隻と巡洋艦5隻、駆逐艦16隻を投入して艦砲射撃を開始した。艦砲射撃は飛行場と海岸周囲の防御陣地が目標となった。
7月24日海軍第56警備隊ペペノゴル砲台および二本椰子砲台は150mm砲を中心とした火砲で反撃を行い、戦艦コロラドに22発の命中弾を与え、43名の乗員が死亡し198名が負傷した。駆逐艦ノーマン・スコットも命中弾を浴び、シーモア・D・オーウェンス艦長以下多数が死傷した。
7月24日早朝、米軍は第2海兵師団の上陸用舟艇100隻以上を島の南西部、テニアン港前方に一斉に前進させた。しかし、米軍上陸部隊が海岸から200m程に接近した瞬間、一斉に重砲が攻撃を開始。米軍を撃退した。7時頃、米軍第4海兵師団はLCVP（ヒギンズ・ボート）、LVT（水陸両用装軌車）からなる上陸用舟艇約150隻で、陽動作戦のため手薄となった北西部のチューロ海岸に上陸した。水際に配備された第3中隊と海軍警備部隊は、米軍の砲爆撃と水際の戦闘のためほとんど全滅し、米軍は日没までに第4海兵師団主力と第2海兵師団の1個大隊、さらに山砲（75ミリ曲射砲）4個大隊を上陸させた。この上陸での、米軍死傷者は240名（うち戦死15名）であった。
そして、24日の深夜に日本軍による反撃が開始されたが、米軍の猛烈な弾幕射撃と照明弾による妨害により、日本軍の進撃が遅れた。それにより、調整の取れない攻撃を行い、約2,500名にも及ぶ損害を受けて反撃は失敗に終わった。この攻撃で、第50連隊第1大隊、同第2大隊、第135連隊の第1大隊長は戦死し、戦車は4両を残すだけとなった。
日本軍の攻撃を撃退したアメリカ軍は、25日、第2海兵師団の残余を上陸させ、南下を開始した。日本軍は新防衛線を構築するとともに、民間人の中から16歳から45歳までの男子、約3,500名を集め民間義勇隊6個中隊を編制し、戦闘に協力させた。だが、7月30日までにアメリカ軍は防衛線を突破し、テニアン市街を占領した。
7月31日、カロリナス高地北方に新防衛線を構築した日本軍は反撃を開始、マルポ水源地、テニアン町南側付近、第三飛行場南側で戦闘を行った。戦闘は夕刻まで続いたが日本軍は敗れ、島南端のカロリナス高地へ撤退した。この戦いで同島唯一の水源地であるマルポの井戸は米軍が占領し、日本軍は長期の抵抗を行うことが困難となった。夜半、緒方連隊長はグアム島の第31軍司令官小畑英良中将に対し、最後の報告を打電する。
翌8月1日も日本軍は前夜半から早朝にかけて三度にわたる反撃を行ったが、失敗。海軍の栗野原大佐、設営隊長林技術少佐をはじめ多くの将兵が戦死した。
8月2日、緒方連隊長は軍旗を奉焼、残存部隊と民間義勇隊等約1,000名が、アメリカ軍に対し突撃を敢行した。アメリカ軍は、機関銃などにより猛烈な防御砲火をあたえたため、日本軍に死傷者が続出し、緒方連隊長は後退中に戦死した。
また角田司令長官は手榴弾を持って壕を出たまま戻ることはなく、三和参謀長以下海軍の幕僚は自決し、第56警備隊司令大家大佐も戦死した。結果、日本軍の玉砕という形で、テニアン島における組織的戦闘は8月3日の夜明けに終結した。
その後も生存者は何人かの集団となって米軍施設などを破壊して遊撃戦を続けたが、テニアン島は隆起珊瑚礁からなる平坦な島で、遊撃戦には不向きな地形であった。　

## 戦闘後

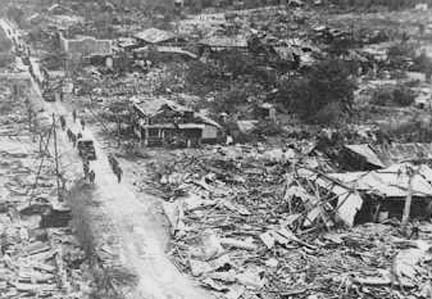
破壊されたテニアンの集落

戦いの後、テニアン島はB-29の基地として整備され、アメリカ軍による日本本土などへの爆撃基地に使用された。
なお、終戦後の1945年8月下旬、生存者の最上級者であった第三二一空の桝谷五郎海軍中尉以下は投降し、テニアンの戦いは完全に終結した。松本50連隊の生き残りはテニアン島の南の4つの島の守備隊120名で各島30人ずつで終戦まで無傷で生き残った。終戦日に昭和天皇の玉音放送をラジオで聞き、全員アメリカ軍に白旗を上げて武装解除、戦後グアム島の捕虜施設に2年半おり、その後日本に帰国し、2000年頃まで全員長野県内で生きている。テニアン島守備隊長の緒方大佐は玉砕後、1階級上げて少将に昇進している。

## 民間人の被害

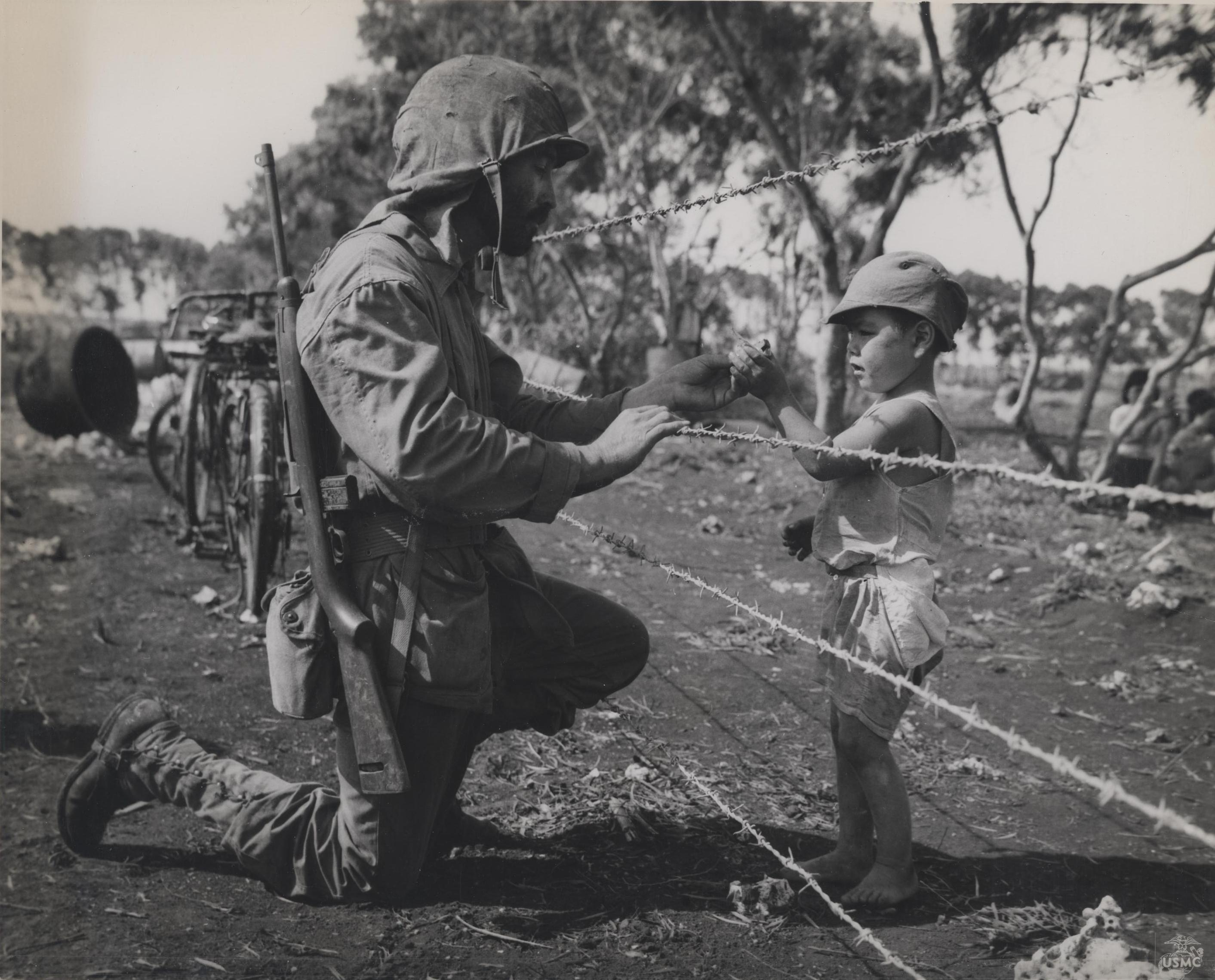
テニアン島で収容した在留邦人の子供にキャンディを渡しているアメリカ海兵隊員

テニアン島には、主に砂糖を製造していた南洋興発の関係者とその家族の15,700名（うち朝鮮人2,700名）の民間人が入植していた。陸海軍の指揮官角田や緒方はアメリカ軍の侵攻が迫るとその対応に苦慮し、民間人代表らとの協議を重ねたが、婦女子からは「敵手に陥るよりは喜んで死を選ぶ」という決意を聞かされていたため、アメリカ軍が上陸すると、大本営に対して「老人婦女子を爆薬にて処決せん」とする悲壮な電文を発している。しかし、角田らはその電文を実行することはなく、義勇兵として徴用した16歳から45歳までの男子3,500人を除いた老人や婦女子や朝鮮人12,200名を、テニアン島のなかではジャングルや洞窟など身を隠す場所が多いカロリナス高地に避難させた。
角田は軍に献身的に協力していた民間人に「ありがとう、皆さん、本当によくやってくださって、ありがとう」と常に感謝をしており、軍司令官として立場上は民間人に対して「降伏しなさい」とは直接的には言えないものの、「皆さんは死なないでください。生きてください」「玉砕しなければならないということはない」という本音を話しており、この角田の本音を聞かされていた多くの民間人が軍との自決を思いとどまり避難に応じている。
この角田の姿勢は守備隊の多く部隊も共有しており、海軍第五十六警備隊司令の大家も「我々軍人はなるべく民間人を助ける様にしたい、民間人は一人でも多く助けたい、民間人は一人でも多く生かしたい。」という方針で最後まで民間人の保護に努めている。守備隊が組織的な抵抗力をうしなった8月3日以降、アメリカ軍は拡声器で民間人に投降を促したが、投降に応じない洞窟があると、片っ端から火炎放射器と手榴弾で掃討し、民間人の犠牲は3,000名に達した。しかし、アメリカ軍が収容した民間人は13,000人（うち朝鮮人2,679名）となり、民間人が兵士と共にバンザイ突撃まで行って、多くの民間人が犠牲となった『サイパンの戦い』とは異なり、テニアン島においては角田らの方針によって、結果的に多くの民間人が生き延びることができた。民間人の投降は戦争が終わった後も続いて、1953年（昭和28年）には、南洋興発の製糖所職員で、軍属として招集されていた民間人がアメリカ軍に投降している。

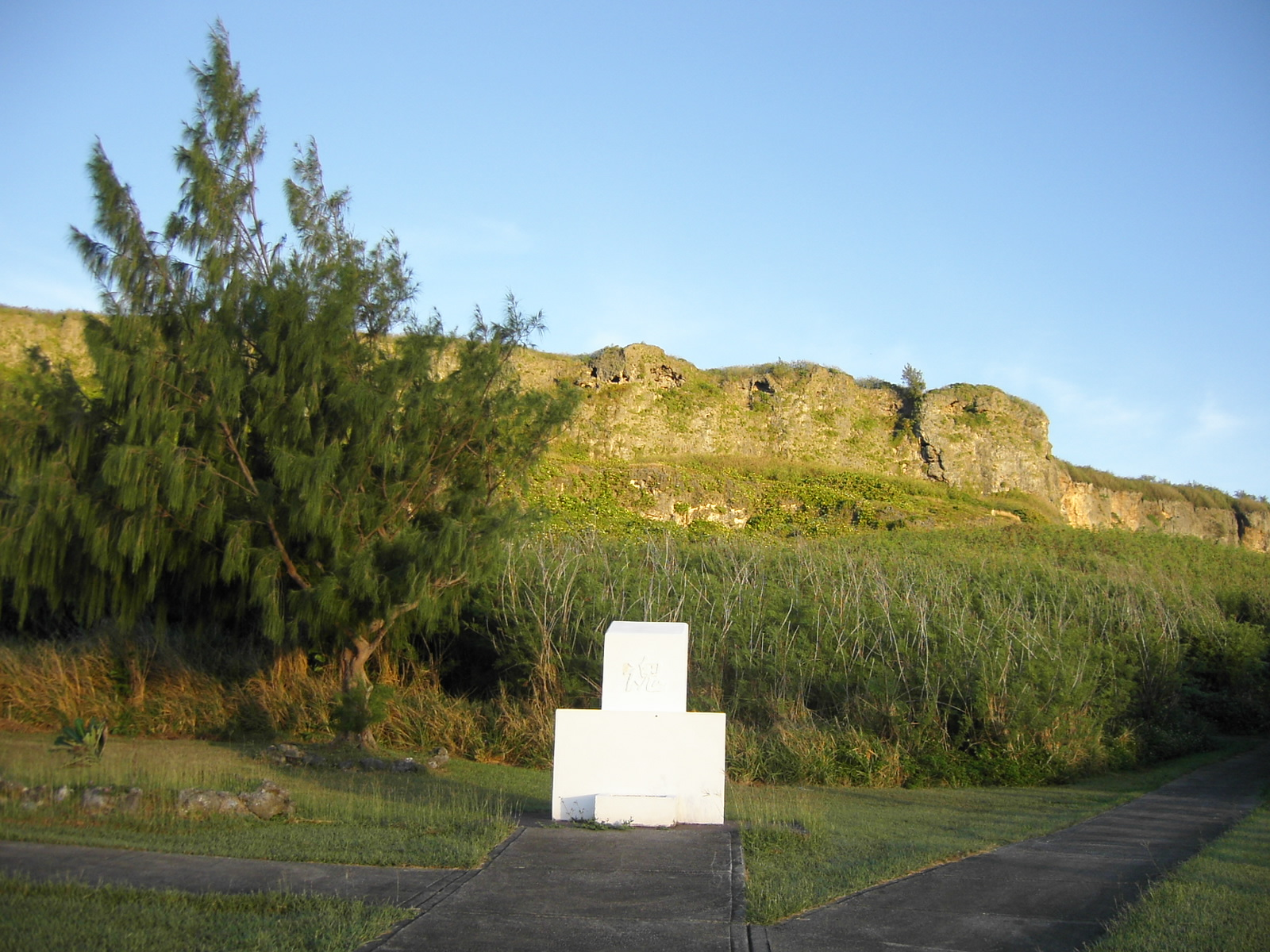
集団自決があったとされる場所に建つ慰霊碑

角田らの方針が全軍に徹底されていたわけではなく、民間人の生存者佐藤照男によれば、アメリカ軍上陸直前にある海軍中佐が村落の住民を集めて「敵が上陸したら、皆さん死んでください、米軍に捕まったら残虐な行為で、性器をもがれるかもしれない」と自決を促されたという証言もあり、集団自決も行われて、テニアン島にもサイパン島と同様に「スーサイドクリフ」と名付けられた断崖が存在し、多くの慰霊碑が立てられている。

## 両軍の損害
- 日本軍 
  - 戦死者 約8100名
  - 生存者 313名
- アメリカ軍 
  - 戦死者 389名
  - 戦傷者 1816名

## その他

### ドキュメンタリー
- ETV特集「“玉砕”の島を生きて〜テニアン島 日本人移民の記録〜」（2021年8月28日、NHK Eテレ）[15]